# Sint-Verona

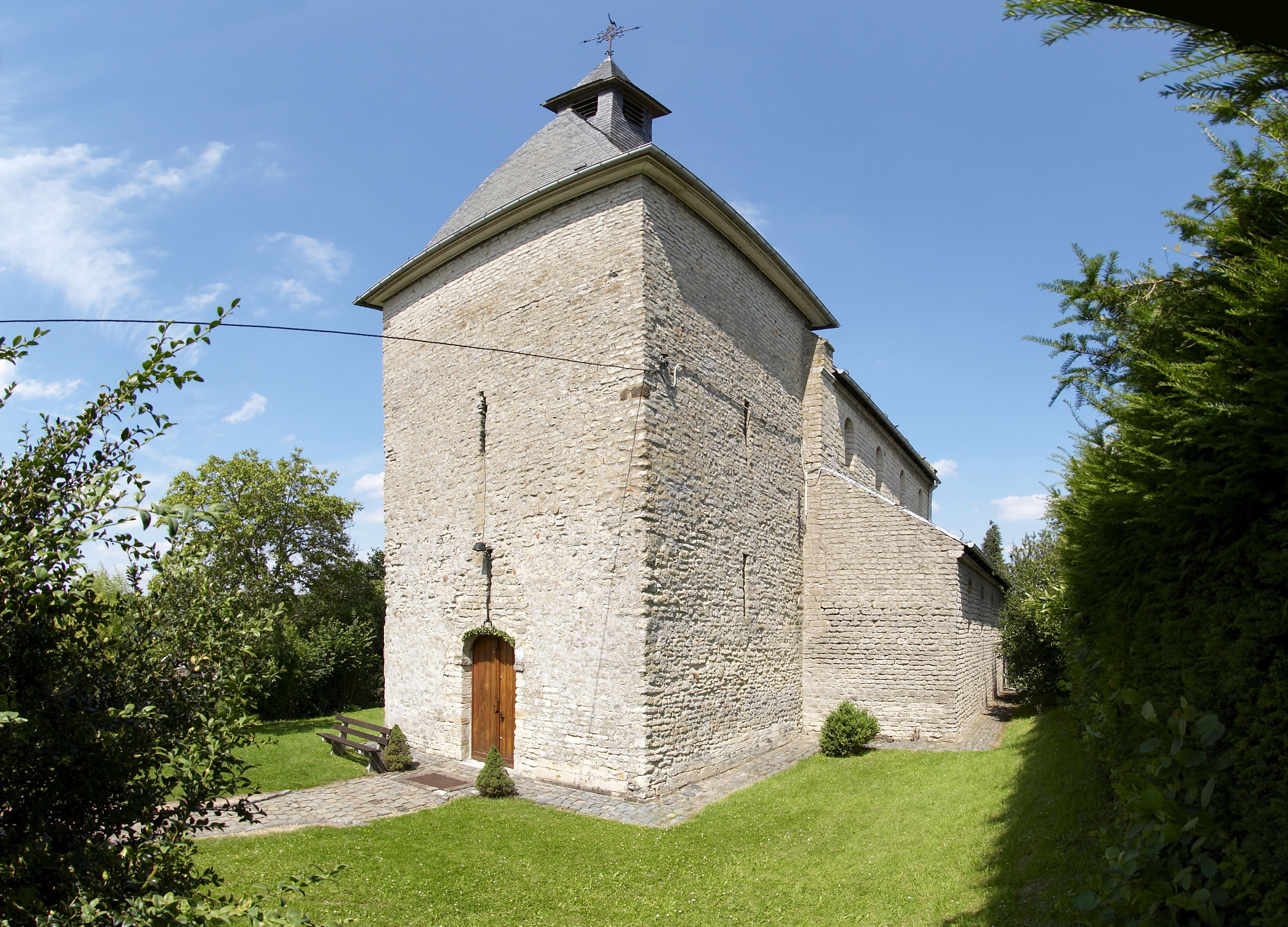
De Sint-Veronakapel

Sint-Verona is een gehucht in de Belgische gemeente Bertem. Het bevindt zich op de grens tussen de deelgemeentes Leefdaal en Bertem aan de Voer.

## Bezienswaardigheden
Bekend is de oude Sint-Veronakapel. Dit is een driebeukige Romaanse kapel, gebouwd in de 13e eeuw, maar waarschijnlijk stond hier al in de 9e eeuw een houten kerk. De kapel is gebouwd naar een maas-romaans basiliekmodel, hoewel een eerder zeldzaam model in het hertogdom Brabant, kwam deze toch veelvuldig voor in de Voervallei. Een toren aan de westzijde is tegen het schip geplakt. Het schip heeft drie beuken. De middenbeuk steekt boven de zijbeuken uit en heeft bovenaan aan elke zijde een rij vensters. Het koor bevindt zich aan de oostzijde tegen het schip. Zelfs het deurtje ten zuiden in de koormuur, dat men het paradijspoortje noemt, bestaat nog. De oorspronkelijke ingang bevond zich in de zuidelijke zijbeuk, maar is later overgebracht naar de toren.
Bij opgravingen onder de kerk werd een Karolingisch of Merovingisch grafveld gevonden. Een van de sarcofagen is in 1951 in de kerk geplaatst. 

## bron
- Erfgoedkamer